# Inga Lindström: Der Zauber von Sandbergen
Der Zauber von Sandbergen ist ein deutscher Fernsehfilm von Karola Meeder aus dem Jahr 2007. Er ist Bestandteil des ZDF-Herzkino-Sonntagsfilms und der 22. Film der Inga-Lindström-Reihe nach der gleichnamigen Erzählung von Christiane Sadlo. Die Hauptrollen sind mit Jeanne Tremsal, Marc Oliver Schulze und Ilona Grübel besetzt.

## Handlung
Als Selma Alander bei einem Segeltörn in ein Gewitter gerät verändert sich ihr Leben komplett. Denn am nächsten Morgen findet Magnus Sigge sie bewusstlos am Ufer der Ostsee. Sie hat eine blutende Kopfwunde und kann sich an nichts erinnern. Er bringt sie zu Dr. Carlsson, der sie verarztet. Danach will er mit ihr zur Polizei gehen, um abzuklären ob eine Vermisstenanzeige vorliegt, damit sich ihre Herkunft klärt. Sie meint aber, sie mache das dann telefonisch. Magnus bringt sie in seinem Haus, das er mit seiner Mutter Greta bewohnt, unter. Da er nicht weiß, wie er sie ansprechen soll, nennt er sie fortan Lucia. Magnus führt eine gutgehende Bäckerei am Ort, zudem ist er Bürgermeister.
In Stockholm machen sich Henner Alander, der Vater von Selma, und Bernd Martedal, ihr Verlobter, Sorgen um sie, weil sie sie nicht erreichen können. Sie beschließen aber, vorerst nichts zu unternehmen, weil sie Selma versprochen haben, dass sie ihre Ferien unbeschwert genießen kann.
Weil Lucia nicht schlafen kann, geht sie zu Magnus in die Backstube und fragt, ob sie ihm etwas helfen kann. Sie merkt, dass sie ein Flair für Backwaren hat und beginnt heimlich Kuchen und Torten zu backen, die sich sofort als Verkaufsschlager herausstellen. Ulla, die Verkäuferin in der Bäckerei, ist Lucia gegenüber skeptisch eingestellt, dabei hat sie selbst Probleme. Sie und ihr Vater Max sprechen seit Jahren nicht mehr miteinander. Lucia versucht deshalb, dem Geheimnis auf die Spur zu kommen. Als Zeichen der Versöhnung deponiert sie einen Kuchen vor der Tür von Max‘ Haus. Er meint, das Präsent sei von seiner Tochter, was sie verneint. Lucia ist enttäuscht, dass ihrer Idee kein Erfolg gekrönt war.
Magnus schlägt vor, dass sie für das anstehende Mittsommernachtsfest ein großes Kuchenbuffet machen, welches riesigen Anklang findet. Sogar die Presse kommt, um einen Artikel darüber zu schreiben. Als Bernd am nächsten Morgen in Stockholm die Zeitung aufschlägt und auf einem Foto Selma erkennt, fällt er aus allen Wolken. Er setzt sich sofort in seinen Wagen um nach Sandbergen zu fahren und Selma zurückzuholen. Vor Ort angekommen, findet er sie nach kurzer Suche in der Backstube. Sie kann sich aber nicht an ihn erinnern. Aber alle anderen staunen nicht schlecht, als sie erfahren, dass sie die Tochter des Besitzers der größten Backwarenkette in Skandinavien ist und demnächst die Geschäftsführung übernehmen soll. Sie fühlt sich ob diesen Neuigkeiten aber nicht wohl, denn sie spürt keine Bindung zu Bernd. Dafür hat sie sich in Magnus verliebt.
Bevor Selma nach Stockholm zurückkehrt um ihr Leben zu klären, erzählt ihr Magnus, weshalb Ulla und ihr Vater so zerstritten sind: als er zusammen mit Ullas Bruder in Südfrankreich beim Surfen war, verunglückte der tödlich. Ullas Vater verlangte daraufhin von ihr, dass sie in die Fußstapfen ihres Bruders tritt und Jura studiert, damit sie später die Anwaltskanzlei übernehmen kann. Selma spricht daraufhin mit Ulla von Frau zu Frau und erklärt ihr, dass sie das tun müsse, was für sie das Richtige ist, und nicht das was ihr Vater von ihr will. Denn genau so ergeht es Selma selbst jetzt auch. Sie hat gemerkt, dass das, was ihr Vater von ihr will, nicht das ist, was sie will. Mit diesen Gedanken kehrt sie nach Stockholm zurück und sagt ihrem Vater die Wahrheit. Ebenso teilt sie Bernd mit, dass sie keine Zukunft für ihre Beziehung sieht.
Magnus hat gemerkt, dass er Ulla nur helfen kann, wenn er ihr kündigt, damit sie endlich das tun kann, was sie sich schon immer gewünscht hat, nämlich Medizin studieren und Kinderärztin werden. Daraufhin trifft sie zufällig ihren Vater und versöhnt sich mit ihm. Er hat Verständnis dafür, denn Selma hat auch mit ihm gesprochen und ihm erklärt, dass Ulla nur glücklich werden kann, wenn sie das tun darf, was sie sich wünscht. Magnus vermisst Selma und will nach Stockholm fahren, um sie zurückzuholen. Selma hat die gleichen Gedanken, sie weiß jetzt, dass ihre Zukunft in Sandbergen an der Seite von Magnus ist. So bricht sie alle Verbindungen in Stockholm ab und fährt zurück, wo sie Magnus am Ufer findet, an dem sie sich das erste Mal begegnet sind.

## Hintergrund
Der Zauber von Sandbergen wurde vom 9. Juli bis zum 2. August 2007 unter dem Arbeitstitel Die Fremde aus der Ostsee an Schauplätzen in Schweden gedreht. Produziert wurde der Film von der Bavaria Fiction GmbH.

## Rezeption

### Einschaltquote
Die Erstausstrahlung am 6. April 2008 im ZDF wurde von 6,51 Millionen Zuschauern gesehen, was einem Marktanteil von 18,3 % entspricht.

### Kritiken
Die Kritiker der Fernsehzeitschrift TV Spielfilm zeigten mit dem Daumen geradeaus und fassten den Film mit den Worten „Auf so was muss man auch erstmal kommen“ kurz zusammen.